# Suketu Mehta
Suketu Mehta (Calcutta, 1963) è uno scrittore indiano naturalizzato statunitense.

## Biografia
Nato nel 1963 a Calcutta è cresciuto a Mumbai fino al 1977 quando la sua famiglia si è trasferita a New York.
Laureatosi all'Università di New York e all'Iowa Writers' Workshop, nel 2004 ha esordito in letteratura con il romanzo-saggio Maximum City: Bombay città degli eccessi nel quale ha raccontato il suo ritorno, dopo 21 anni, nella città di Mumbai, "...la più grande, più veloce e più ricca dell'India" e il tentativo di descriverne le contraddizioni attraverso il reportage autobiografico.
Nel 2016 ha analizzato in La vita segreta delle città gli aspetti meno appariscenti di alcune metropoli e il ruolo della figura del migrante nella loro trasformazione, mentre nel 2019 in Questa terra è la nostra terra si è soffermato sul fenomeno dell'immigrazione sotto l'aspetto economico e umano evidenziandone l'importanza e la necessità.
Professore associato di giornalismo all'Università di New York, suoi articoli sono apparsi in riviste e quotidiani quali New York Times Magazine, National Geographic, Granta, Harper's Magazine e Time.

## Opere

### Saggi
- Maximum City: Bombay città degli eccessi (Maximum City: Bombay Lost and Found), Torino, Einaudi, 2004 traduzione di Fausto Galuzzi e Anna Nadotti ISBN 978-88-06-19321-8.
- La vita segreta delle città (The secret life of cities), Torino, Einaudi, 2016 traduzione di Norman Gobetti ISBN 978-88-06-20350-4.
- Questa terra è la nostra terra: manifesto di un migrante (This Land Is Our Land: An Immigrant’s Manifesto, 2019), Torino, Einaudi, 2021 traduzione di Alberto Pezzotta ISBN 978-88-06-24740-9.

## Filmografia
- Mission Kashmir, regia di Vidhu Vinod Chopra (2000) (co-sceneggiatore)
- 8, segmento diretto da Mira Nair (2008) (sceneggiatore)
- New York, I Love You, segmento diretto da Mira Nair (2009) (sceneggiatore)

## Premi e riconoscimenti
Whiting Award
- 1997 vincitore nella categoria "Narrativa e saggistica"[9]

Premio Kiriyama
- 2005 vincitore nella categoria "Saggistica" con Maximum City: Bombay città degli eccessi[10]

Hutch Crossword Book Award
- 2005 vincitore nella categoria "Saggistica inglese" con Maximum City: Bombay città degli eccessi[11]

Premio Pulitzer per la saggistica
- 2005 finalista con Maximum City: Bombay città degli eccessi[12]

Guggenheim Fellowship
- 2007[13]